# Ernest Pignon-Ernest

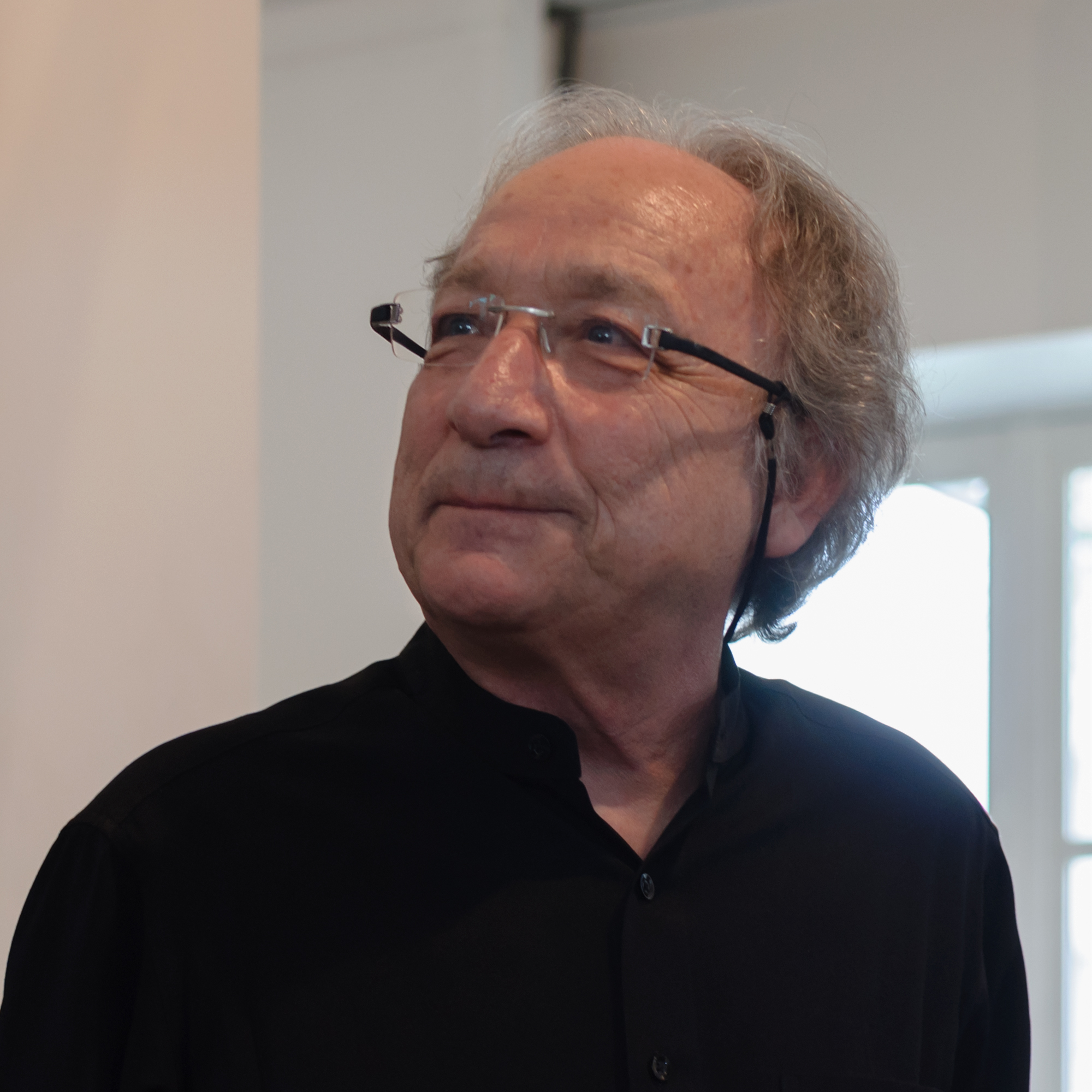
Ernest Pignon-Ernest (2014)

Ernest Pignon-Ernest (* 1942 in Nizza) ist ein französischer Künstler. Seine Werke, meist großformatige Figuren, finden sich unautorisiert an öffentlichen Orten der Städte. Pignon-Ernest lebt und arbeitet in Paris.

## Werk
Pignon-Ernest lädt mit seinen in Schwarzweiß gehaltenen Figurenzeichnungen und -fotos die Orte und deren Architektur mit Bedeutung auf, die er in dazugehörigen Ereignissen findet und personifiziert. Das Werk, auf Papier und an Mauern angebracht, ist dafür vorgesehen, mit der Zeit wieder zu verschwinden.
In den Jahren 1978/79 versah er Mauern in Paris und Charleville, dem Geburtsort Arthur Rimbauds, mit großformatigen Bildern dieses Schriftstellers. Einer der bevorzugten Orte des Künstlers wurde Neapel. Zu Le soupirail (Das Kellerfenster, 1988) zum Beispiel inspirierte ihn das 1656 von Luca Giordano geschaffene Gemälde San Gennaro intercede presso la Vergine, das eine Pestepidemie darstellt; zitiert wird der Körper eines toten Mannes vom unteren Rand des Gemäldes. Für La mort de la vierge (Der Tod der heiligen Jungfrau, 1990) verarbeitete er ein Gemälde von Caravaggio von 1605/1606. Er stellte seine insgesamt 80 Bilder neben Palästen und Kirchen dicht über dem Erdboden auf.
Im Jahre 1996 versah er 450 Telefonkabinen in Paris und Lyon unter dem Titel Derrière la vitre (Hinter der Scheibe) mit lebensgroßen Darstellungen von bekannten und unbekannten Personen. In Südafrika gründete er die Vereinigung Artistes du monde contre l’Apartheid. Im Jahre 2002 nahm er das Foto des nach einer Demonstration am 16. Juni 1976 in Soweto erschossenen 12-jährigen Jungen auf, den er als einen jungen Mann von einer Frau auf den Armen tragen lässt, und verschob damit die Aussage auf ein Gegenwartsproblem des einstmaligen Symbolorts für die Apartheid auf: AIDS.